# Płody rolne

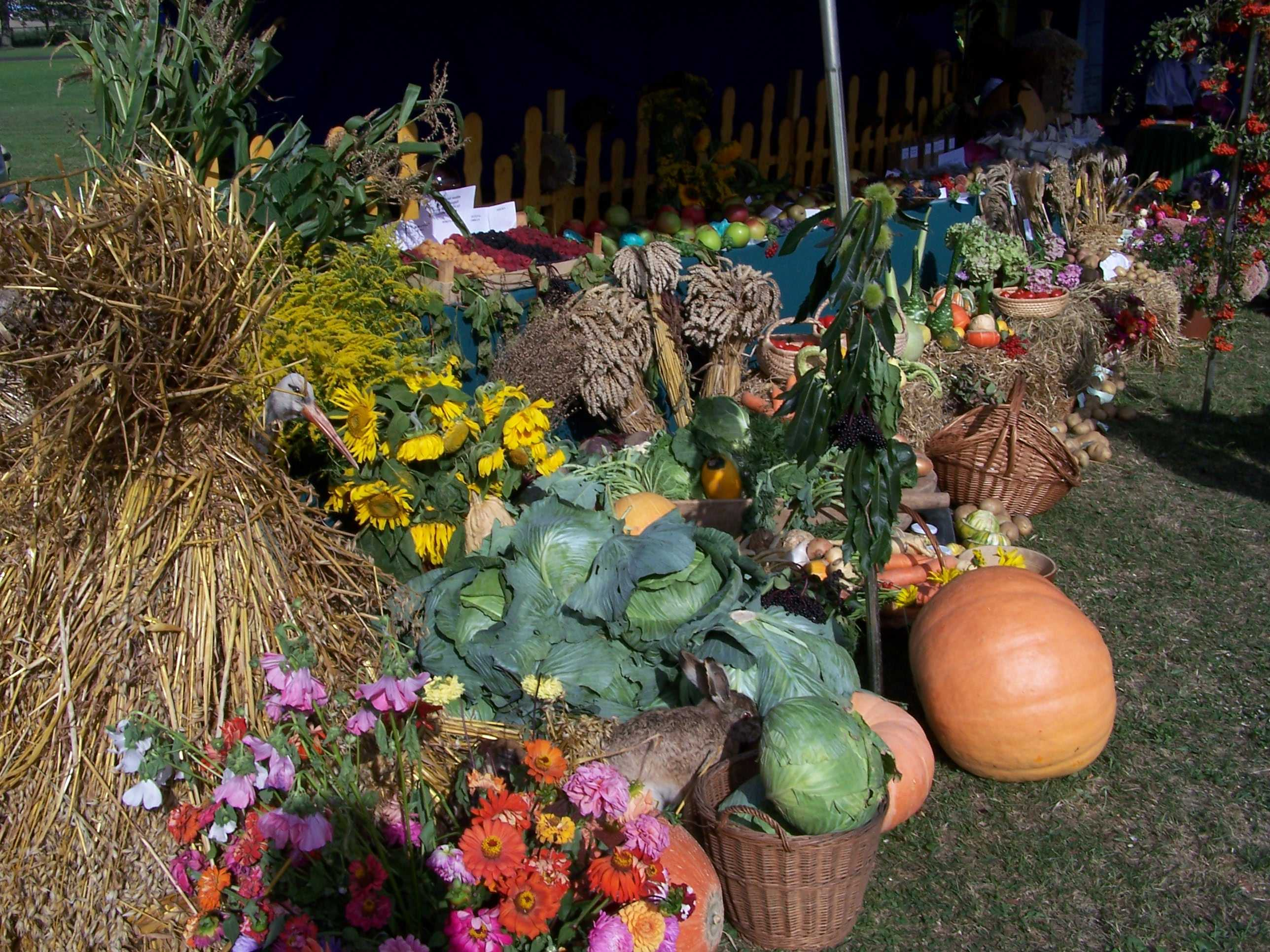
Płody rolne

Płody rolne (także plony ziemiopłodów, dawniej: naturalia) – naturalne biologicznie produkty przyrody ożywionej, mające swe źródło witalne w glebie, w wodzie (hydroponika) lub powietrzu (aeroponika), skąd czerpią zasoby potrzebne do rozwoju organizmu i jego przyszłych pokoleń. Surowcem wykorzystywanym przez człowieka są korzenie, bulwy, kłącza, łodygi, kwiatostany, owoce, nasiona. Produkty takie uzyskuje się w wyniku uprawy roślin lub można je pozyskiwać samoistnie.
Według GUS ziemiopłody to płody rolne zbierane z pól w celu wykorzystania ich do konsumpcji, przemysłu lub na pasze.